# Stazione di Messe Süd (Eichkamp)
La stazione di Messe Süd (Eichkamp) è una fermata ferroviaria di Berlino, posta sulla linea detta "Spandauer Vorortbahn" servita dai soli treni della S-Bahn. Prende il nome dalla colonia di ville Eichkamp, posta nelle immediate vicinanze.
È posta sotto tutela monumentale (Denkmalschutz).

## Storia
Il fabbricato viaggiatori fu costruito dal 1927 al 1928 su progetto di Richard Brademann.

## Movimento
La stazione è servita dalle linee S 3 e S 9 della S-Bahn.